# Leclerc
Leclerc är en fransk stridsvagn som tillverkas av GIAT Industries. Den namngavs efter general Philippe de Hauteclocque Leclerc, som landsteg vid Normandie och kom att leda framryckningen mot Paris medan han ledde den fria franska 2:a pansardivisionen (2e division blindée (France)(fr)) i andra världskriget.[källa behövs]
Leclerc har tre mans besättning. En automatisk laddapparat ersätter laddaren.  Leclerc är i tjänst i den franska armén och i Förenade Arabemiratens armé. Stridsvagnen har producerats sedan 1990 och Leclerc trädde i fransk tjänst år 1992 där den ersatte AMX-30 som landets huvudsakliga stridsvagn. Produktionen har nu[när?] avslutats och den franska armén har sammanlagt 406 Leclerc och Förenade Arabemiraten har 388.[källa behövs]
Vagnen var länge den dyraste stridsvagnen i världen, en titel som den 2014 förlorade till sydkoreanska K2 Black Panther.
Leclerc var en av vagnarna som konkurrerade med M1 Abrams och Leopard 2 om att bli den svenska arméns nya stridsvagn i början av 1990-talet.[källa behövs]

## Koncept
I likhet med sin föregångare AMX-30 skapades Leclerc som en exceptionellt rörlig stridsvagn. Bakgrunden till detta var antagandet att utvecklingen av pansarvärnsvapen kommer att ligga före utvecklingen av skydd, och att det därför är bättre att försöka undvika att bli träffad än att besegra träffverkan med tungt pansarskydd. Satsningen lyckades såtillvida att Leclerc är den snabbaste serietillverkade stridsvagnen i tjänst idag[när?], med en officiell topphastighet på 75 km/h.